# Gare de Remicourt
La gare de Remicourt est une gare ferroviaire belge de la ligne 36 de Liège à Bruxelles, située au village de Remicourt sur le territoire de la commune de du même nom, en province de Liège.
C'est une halte voyageurs de la Société nationale des chemins de fer belges (SNCB), desservie par des trains Suburbains (S) de la ligne S44 du RER liégeois.

## Situation ferroviaire
Établie à 135 mètres d'altitude, la gare de Remicourt est située au point kilométrique (PK) 79,283 de la ligne 36, de Bruxelles-Nord à Liège-Guillemins, entre les gares de Bleret et de Momalle.

## Histoire

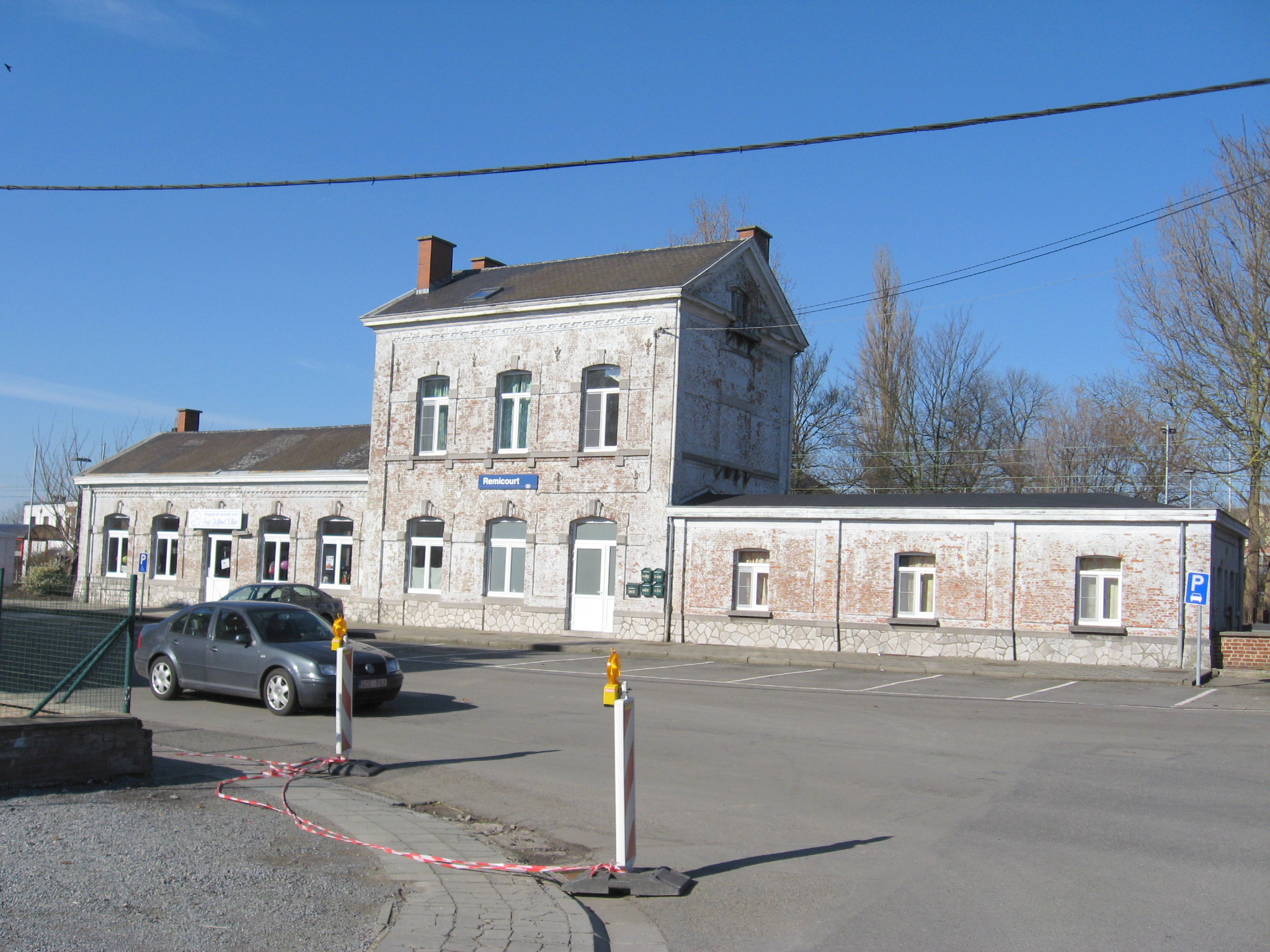
Bâtiment de la gare, côté rue.

La halte de Remicourt est mise en service le 1er août 1864 par l'Administration des chemins de fer de l'État belge sur une section mise en service en 1838 de la ligne de Malines à la frontière de Prusse, via Louvain et Liège. Elle est cependant déjà mentionnée en 1858.
Simple halte sans perception, elle accède au rang de station le 1er octobre 1865 mais n'est ouverte au service des marchandises qu'en décembre 1866.
Le bâtiment d'origine, agrandi en 1858, était dépourvu d'étage et ne comportait pas de logement pour le chef de station. Son remplacement est décidé en 1881.
Un bâtiment de gare en briques est érigé au début des années 1880 ainsi qu'une halle à marchandises. Cette dernière a été démolie[Quand ?] tandis que le bâtiment de la gare n'est plus accessible aux voyageurs[Depuis quand ?]. Un abri de quai a été bâti en 1879.
En 2017, le bâtiment de la gare, propriété de la commune, fait l'objet d'une rénovation et les abords de la gare sont réaménagés en 2023.

## Service des voyageurs

### Accueil
Halte SNCB, c'est un point d'arrêt non géré (PANG) à accès libre. Elle est équipée d'un automate pour l'achat de titres de transport.
La traversée des voies et le passage d'un quai à l'autre s'effectuent en empruntant le passage à niveau routier.

### Desserte
Remicourt est desservie par des trains Suburbains (S44) de la SNCB (voir brochure SNCB de la ligne 36).
En semaine, la desserte est constituée de trains S44 reliant Landen à Liège-Guillemins et Visé, toutes les heures. Ils sont renforcés par des trains P ou S44 supplémentaires de Landen à Liège-Guillemins (deux, le matin), un d'Ans à Landen (le matin) et un de Waremme à Liège-Guillemins (l’après-midi). Le mercredi midi, un S44 supplémentaire relie Waremme à Liège-Guillemins.
Les weekends et jours fériés, la desserte est uniquement constituée de trains S44 reliant Landen à Liège-Guillemins et circulant toutes les heures dans chaque sens.

### Intermodalité
Un parc (gratuit) pour les vélos et un parking (gratuit) pour les véhicules y sont aménagés.

## Comptage voyageurs
Le graphique et le tableau montrent le nombre de passagers qui en moyenne embarquent durant la semaine, le samedi et le dimanche.
| Nombre de voyageurs qui embarquent à la gare de Remicourt | Nombre de voyageurs qui embarquent à la gare de Remicourt | Nombre de voyageurs qui embarquent à la gare de Remicourt | Nombre de voyageurs qui embarquent à la gare de Remicourt |
|                                                           | Semaine                                                   | Samedi                                                    | Dimanche                                                  |
| --------------------------------------------------------- | --------------------------------------------------------- | --------------------------------------------------------- | --------------------------------------------------------- |
| 1977                                                      | 419                                                       | 78                                                        | 66                                                        |
| 1978                                                      | 396                                                       | 87                                                        | 57                                                        |
| 1979                                                      | 342                                                       | 63                                                        | 47                                                        |
| 1980                                                      | 340                                                       | 48                                                        | 46                                                        |
| 1981                                                      | 331                                                       | 66                                                        | 35                                                        |
| 1982                                                      | 358                                                       | 54                                                        | 46                                                        |
| 1983                                                      | 294                                                       | 47                                                        | 30                                                        |
| 1984                                                      | 307                                                       | 39                                                        | 37                                                        |
| 1985                                                      | 230                                                       | 29                                                        | 43                                                        |
| 1986                                                      | 223                                                       | 37                                                        | 38                                                        |
| 1987                                                      | 228                                                       | 37                                                        | 30                                                        |
| 1988                                                      | 256                                                       | 33                                                        | 40                                                        |
| 1989                                                      | 219                                                       | 32                                                        | 18                                                        |
| 1990                                                      | 236                                                       | 38                                                        | 26                                                        |
| 1991                                                      | 215                                                       | 45                                                        | 35                                                        |
| 1992                                                      | 222                                                       | 41                                                        | 40                                                        |
| 1993                                                      | 281                                                       | 24                                                        | 18                                                        |
| 1994                                                      | 198                                                       | 22                                                        | 10                                                        |
| 1995                                                      | 145                                                       | 16                                                        | 16                                                        |
| 1996                                                      | 185                                                       | 6                                                         | 12                                                        |
| 1997                                                      | 148                                                       | 10                                                        | 10                                                        |
| 1998                                                      | 161                                                       | 14                                                        | 16                                                        |
| 1999                                                      | 134                                                       | 13                                                        | 16                                                        |
| 2000                                                      | 169                                                       | 22                                                        | 16                                                        |
| 2001                                                      | 161                                                       | 13                                                        | 10                                                        |
| 2002                                                      | 181                                                       | 21                                                        | 13                                                        |
| 2003                                                      | 142                                                       | 19                                                        | 18                                                        |
| 2004                                                      | 175                                                       | 25                                                        | 38                                                        |
| 2005                                                      | 192                                                       | 38                                                        | 18                                                        |
| 2006                                                      | 183                                                       | 29                                                        | 24                                                        |
| 2007                                                      | 183                                                       | 32                                                        | 22                                                        |
| 2008                                                      | -                                                         | -                                                         | -                                                         |
| 2009                                                      | 188                                                       | 33                                                        | 21                                                        |
| 2010                                                      | -                                                         | -                                                         | -                                                         |
| 2011                                                      | -                                                         | -                                                         | -                                                         |
| 2012                                                      | 179                                                       | 28                                                        | 18                                                        |
| 2013                                                      | 175                                                       | 16                                                        | 15                                                        |
| 2014                                                      | 187                                                       | 25                                                        | 17                                                        |
| 2015                                                      | 161                                                       | 58                                                        | 38                                                        |
| 2016                                                      | 159                                                       | 33                                                        | 32                                                        |
| 2017                                                      | 154                                                       | 32                                                        | 30                                                        |
| 2018                                                      | 177                                                       | 31                                                        | 39                                                        |
| 2019                                                      | 149                                                       | 39                                                        | 28                                                        |
| 2020                                                      | 130                                                       | 29                                                        | 30                                                        |
| 2021                                                      | -                                                         | -                                                         | -                                                         |
| 2022                                                      | 170                                                       | 63                                                        | 46                                                        |
| 2023                                                      | 171                                                       | 55                                                        | 50                                                        |
| 2024                                                      | 165                                                       | 48                                                        | 33                                                        |

## Patrimoine ferroviaire
Le bâtiment des recettes date des années 1880. Sa façade a été rénovée en 2017. Semblable à celui de la gare de Bierset-Awans, dont le plan est daté de 1881, il est doté d'une aile sans étage comportant cinq travées et d'un corps de logis à trois travées haut de deux étages, dont un dans les combles, ainsi qu'une troisième aile, plus basse et à toit faiblement pentu, où se trouvaient les dépendances de la gare ainsi que les toilettes des voyageurs. La façade est réalisée en briques rouges tout comme les pilastres, entourages de baies et la frise des corniches tandis que les seuils de fenêtres, le bandeau de l'étage, les dès de pierres aux angles des arcs bombés surmontant chaque ouverture ainsi que le soubassement sont réalisés en pierre de taille ; ce dernier emploie un remplissage en pierres de facture irrégulière. Une halle aux marchandises, désormais disparue, se trouvait dans le prolongement de l'aile de service. Sur le quai opposé se trouve un abri de quai en brique et en fonte, toujours visible en 2024.
Le bâtiment de la gare, ainsi que celui de Bierset-Awans, désormais disparu, a été réalisé durant la période de transition où les Chemins de fer de l’État belge abandonnent le plan symétrique qui régnait jusqu'alors pour les gares de moyenne et petite importance. Avant que ne soit choisi un plan type unifié (modèle 1881 puis 1895), les différents groupes, dont celui de Liège, réalisent des bâtiments de gare dont l'aspect varie mais qui ont tous en commun une disposition avec trois ailes inégales. Le corps de logis et l'aile des voyageurs présentent un certain nombre de ressemblances avec les gares de Cognelée et Noville-Taviers érigées à la même époque sur le groupe de Namur.
Ces deux plans n'ont pas été retenus pour une application généralisée mais il est à noter qu'ils serviront à l'élaboration des gares de la ligne de l'Amblève, entre Rivage et Trois-Ponts. Construites en 1885-1890, elles recourent à de la pierre de taille et l'aile des voyageurs est systématiquement positionnée sur la gauche du corps de logis alors qu'elle se trouve sur sa droite à Remicourt.
Sur le quai opposé se trouve un abri de quai, datant de 1879.